# 그라차니세
그라차니세(이탈리아어: Grazzanise)는 이탈리아 캄파니아주 카세르타도의 코무네다. 나폴리로부터 북서쪽으로 30km, 카세르타로부터 서쪽으로 20km거리에 있다. 명칭은 고대에 있었던 야누스의 신전에서 비롯했다. 고대 로마시대때는 볼투르노강의 홍수로 인해 습지였다.